# Joachim Wozniak
Joachim Wozniak (* 4. September 1937; † 26. Dezember 1953 in Berlin) ist ein Todesopfer des DDR-Grenzregimes vor dem Bau der Berliner Mauer. Wozniak wurde von sowjetischen Soldaten am Grenzübergang Babelsberg-Dreilinden erschossen.

## Todesumstände
Joachim Wozniak war erst 16 Jahre alt, als er starb. Er hatte mit seinen Eltern Weihnachten in Bayern verbracht und befand sich auf der Rückfahrt nach Spandau. Die Familie hatte die Kontrollen beim Verlassen der DDR am Kontrollpunkt Babelsberg anstandslos hinter sich gebracht. Auf dem Weg zum West-Berliner Kontrollpunkt Dreilinden fielen plötzlich Schüsse. Die Frau und der Sohn wurden getroffen, Joachim Wozniak erlitt einen Lungendurchschuss. Anlass der Schüsse war ein Irrtum. Betrunkene KVP-Soldaten hatten am Kontrollpunkt in die Luft geschossen und Soldaten einer sowjetischen Streife hielten das für ein Alarmsignal und das Auto der Familie Wozniak für ein Fluchtfahrzeug. Sie schossen ohne Warnung.
Danach stoppten die sowjetischen Soldaten den Kleintransporter. Der Vater versuchte, am Kontrollpunkt Dreilinden Hilfe zu holen, aber das dort stationierte Personal durfte das Gebiet der DDR nicht betreten. Unterdessen eingetroffene DDR-Grenzpolizisten ordneten an, den Wagen zum Kontrollpunkt Babelsberg zurückzuführen. Sie lehnten die inständigen Bitten des Vaters ab, seine schwer verletzten Angehörigen in ein Krankenhaus bringen zu dürfen, leisteten aber Erste Hilfe. Erst nach einer halben Stunde gab der kommandierende Unteroffizier die Erlaubnis zur Weiterfahrt. Ein in Dreilinden wartender Krankenwagen brachte Joachim Wozniak, der zu diesem Zeitpunkt wahrscheinlich bereits tot war, in ein Krankenhaus.
Weil Vater und Mutter das Sterben ihres Sohnes hilflos mit ansehen mussten, zeigte sich die Öffentlichkeit in West-Berlin äußerst entrüstet. Die dortigen Tageszeitungen berichteten zumeist auf den ersten Seiten über den Todesfall. Der amtierende Regierende Bürgermeister Walter Conrad sprach den Eltern sein Beileid aus. Der Berliner Senat gedachte seiner und protestierte gegen „das ungeheuerliche und sinnlose Verbrechen der Sowjets“. Die drei westlichen Stadtkommandanten richteten „scharf gehaltene“ Protestnoten an den sowjetischen Stadtkommandanten, in denen sie eine strenge Bestrafung der Schuldigen verlangten.
Da die Täter sowjetische Soldaten waren, war die deutsche Justiz nicht zuständig. Gegen die Grenzpolizisten ermittelte die Zentrale Erfassungsstelle Salzgitter jedoch wegen unterlassener Hilfeleistung. Auch nach dem Mauerfall konnten die Namen der beteiligten sowjetischen Soldaten nicht ermittelt werden. Außerdem stellte die Staatsanwaltschaft Berlin fest, dass Straftaten von sowjetischen Soldaten, insbesondere wenn sie vor 1955 begangen wurden und die Soldaten noch einer Besatzungsarmee angehörten, nicht der Gerichtsbarkeit der bundesdeutschen Justiz unterlagen. Das Verfahren wurde eingestellt.